# Opération Okavango
Pour les articles homonymes, voir Okavango (homonymie).
Opération Okavango  est le nom d'une émission de Nicolas Hulot, dont il était producteur et animateur, sur TF1. Sa diffusion a duré de février 1996 à juin 1997, faisant suite à Ushuaïa, le magazine de l'extrême.
Après le succès de cette première émission, la chaîne avait laissé carte blanche à Nicolas Hulot, en lui offrant de surcroît la case de première partie de soirée. Le but prometteur de ce programme bimestriel était donc, au départ, de parcourir le monde au rythme d'un continent par an, afin d'établir un état des lieux de la planète avant le passage au prochain millénaire.
Mais malgré l'audience, encore une fois au rendez-vous, cette aventure titanesque s'avéra beaucoup trop coûteuse, en raison des moyens déployés (camions tout-terrain, hélicoptères, hydravions, équipes spécialisées, tournage en continu) qui valurent d'ailleurs quelques critiques de non-respect de l'environnement à l'animateur, et l'émission dut être arrêtée. Le continent noir aura été le seul exploré, d'où le nom d'Okavango d'après le nom du fleuve d'Afrique australe qui ne trouve jamais la mer et qui forme un delta abritant la réserve naturelle Moremi Game Reserve.
À partir de novembre 1998, l'animateur reviendra avec Ushuaïa Nature.
Depuis la création de la chaîne, les documentaires sont également rediffusés sur Ushuaïa TV.

## Thèmes de l'émission
- Aux sources de l'humanité
- À la découverte de l'Afrique insolite
- Spectacles de la nature sauvage

## Liste des émissions
- On a marché sur la Terre (Kenya, Éthiopie, 1996)
- Le dinosaure des profondeurs (Djibouti, Comores, 1996)
- De Zanzibar au Tanganyika (Tanzanie, 1996)
- Le Nil de glace (Ouganda, 1996)
- D’eaux et de sables (Namibie, Botswana, 1996)
- Le pays où l’animal est roi (Zimbabwe, Mozambique, 1996)
- Les rescapés de Gondwana (Madagascar, 1997)
- La grande forêt équatoriale (Gabon, République du Congo, 1997)
- Sahara, le désert des hommes (Niger, Tchad, 1997)